# أحمد ثومسون
أحمد ثومسون أو Ahmad Thomson محام في المحاكم العليا البريطانية، وكاتب, وأحد أعضاء حركة المرابطين، وأحد مؤسسي رابطة المحامين المسلمين. اسمه الأصلي Martin Thomson ولد في زيمبابوي، واعتنق الإسلام عام 1973. له عدة مؤلفات في الإسلام، ومن أبرز آراءه أن اجتماع الإسلام، والإرهاب في شخص واحد أمر غير ممكن.